# ドアーズ

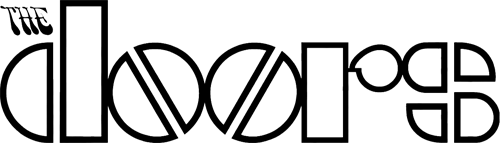
バンドのロゴ

ドアーズ（The Doors）は、アメリカ合衆国のロックバンド。1965年にカリフォルニア州ロサンゼルスで結成された。メンバーは、ボーカル：ジム・モリソン、キーボード：レイ・マンザレク、ギター：ロビー・クリーガー、ドラム：ジョン・デンズモア。バンド名は18世紀の詩人ウィリアム・ブレイクが1790年から1793年の間に著した『天国と地獄の結婚』収録の詩から取ったオルダス・ハクスリーの著書『知覚の扉（The Doors of Perception）』に由来する。
エレクトラ・レコードとの契約後、5年間で発売した6作のアルバムの内、1967年に発売された『ハートに火をつけて』と『まぼろしの世界』、1971年に発売された『L.A.ウーマン』は、ローリング・ストーン誌が発表した「歴史最高のアルバム500選」に選出されている。
1971年にモリソンが死去。以降、1973年に解散するまで3人組バンドとして活動を続けた。
1993年度『ロックの殿堂』入り。ローリング・ストーン誌選出「歴史上最も偉大な100組のアーティスト」において第41位。アメリカでの売上枚数は3300万枚を超え、世界では1億枚を記録している。

## 来歴

### グループの結成
カリフォルニア大学ロサンゼルス校で映画を専攻していたジム・モリソンとレイ・マンザレクが主体となって、グループは結成された。
1965年、既に弟と共にリック・アンド・ザ・レイヴンズ(Rick and The Ravens)というバンドで活動していたマンザレクに出会ったモリソンは、自作の詩と歌を聴かせた。マンザレクはモリソンの「ムーンライト・ドライブ」のクールで幽霊が出そうな歌詞に触発され、作曲を行った。一方、ザ・サイケデリック・レンジャース(The Psychedelic Rangers)というバンドに所属していたフラメンコギタリストのロビー・クリーガーとジャズドラマーのジョン・デンズモアは、メディテーション・センターでマンザレクと交流を持っていた。
モリソンの曲や詩に惹かれたマンザレクは、兄のリック・マンザレクとデンズモアと共にデモ録音を録音を行う。直後にリックが脱退すると、マンザレクはクリーガーと女性ベーシストを加えたバンドを結成し、ロサンゼルスのロンドン・フォッグやウィスキー・ア・ゴー・ゴーなどのクラブで公演活動を開始した。
バンドは、18世紀の詩人ウィリアム・ブレイクの詩の一節「If the doors of perception were cleansed, everything would appear to man as it truly is, infinite.（もし知覚の扉が浄化されるならば、全ての物は人間にとってありのままに現れ、無限に見える。）」を引用するオルダス・ハクスリーの著書『知覚の扉（the doors of perception）』を参照し、「ドアーズ」(The Doors)と改称した。

### 1967年 - 1971年

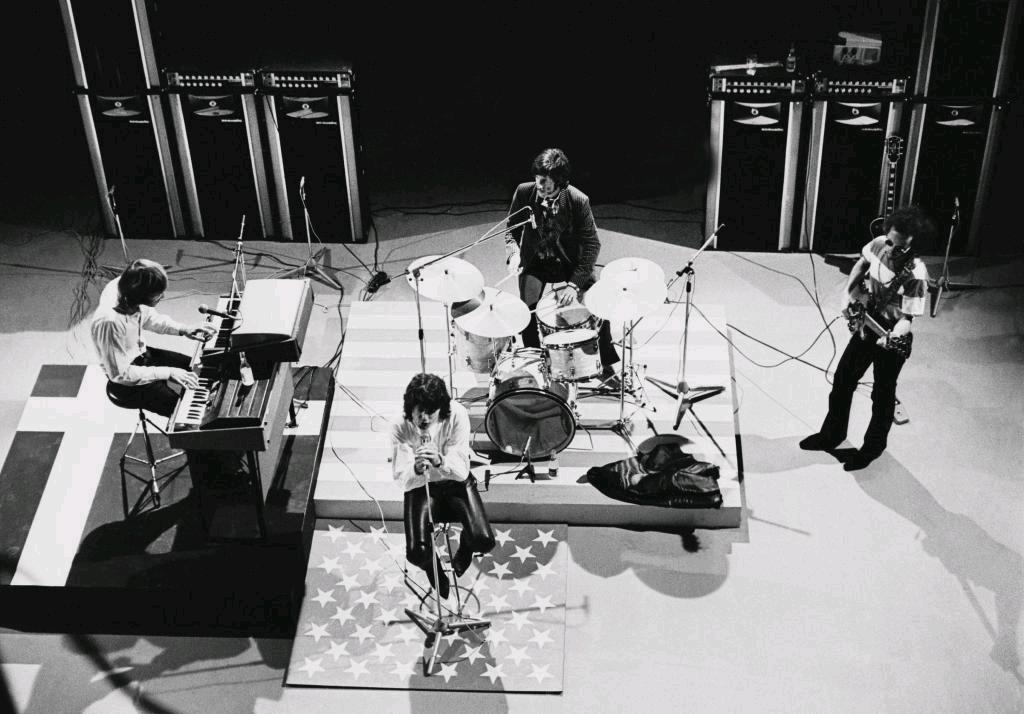
デンマークTV スタジオ・ライブ (1968年9月)

ウィスキー・ア・ゴーゴーで人気を集め始めたバンドに目をつけたプロデューサーのポール・A・ロスチャイルドによって、ドアーズはエレクトラ・レコードと1966年と所属契約を締結する。ロスチャイルド及びエンジニアのブルース・ボトニックとの長く成功した協力関係の始まりであった。ヤング・ラスカルズ同様に敢えてベーシストを置かず、マンザレクがローズ・ピアノベースを左手で弾くことでベースパートを補った（録音および後年の公演ではサポート・ベーシストを起用している）。
10分にも及ぶ大作「ジ・エンド」を含むアルバム『ハートに火をつけて』を1967年1月に発売し、エレクトラからデビューする。アルバムは数日間で収録され、殆どの楽曲の第1テイクが採用された。モリソンとマンザレクが監督したデビューシングル「ブレイク・オン・スルー」のプロモーション・フィルムは、後年の音楽業界における宣伝手法の重要な布石となった。一方で「ブレイク・オン・スルー」は、 薬物中毒を示唆するように解釈できる"She gets high"という歌詞を含んでいた。放送禁止を危惧したエレクトラからは、"high"にあたる箇所を消去した修正版が発売された(長らくその部分を聞くことが出来なかったが、後年発売されたリマスター盤には編集は施されなかった。なお、オリジナルのミックスに基づく再発盤では引き続き修正版が採用されている)
社会に大きな反応を引き起こしたアルバムに続き、第2弾シングル「ハートに火をつけて（Light My Fire）」は大ヒットした。ビルボード（Billboard）誌では、1967年7月29日に週間ランキング第1位を獲得。1967年の年間ランキングでは第2位となった。ドアーズはジェファーソン・エアプレインやグレイトフル・デッドと並び、1960年代後半のアメリカを代表するバンドの一つとなった。

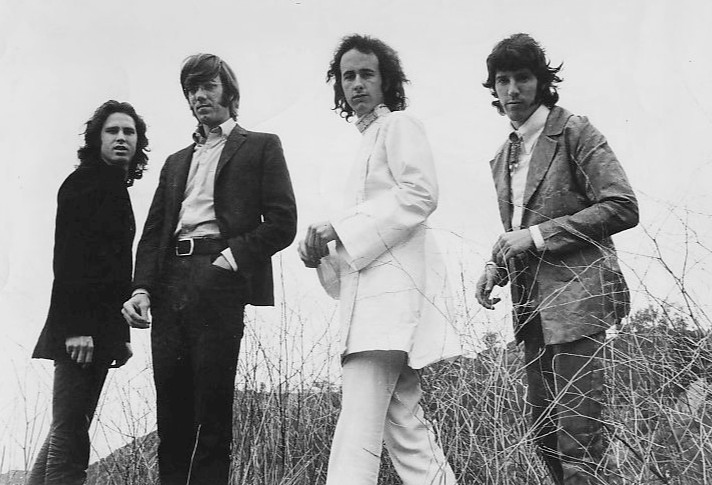
1968年のグループショット

モリソンは、その容姿と身体を浮き立たせる革パンツを着用したパフォーマンスで、当時のポップ界におけるセックスシンボルの一人となった。いわゆる「ロック・スター」であることに極めて自覚的であったモリソンは、ステージではセクシャルに立ち振る舞い、雑誌等の取材では記者の注意を引く過激な語句を使用するなど、マスメディアによるグループの印象構築を意図的かつ試験的に行っていた。一方、全国的に名声を獲得する中で、モリソンは次第に苛立ちや不満を覚えるようになった。
アルバム『まぼろしの世界』は、デビュー・アルバム同様に強力な作品で、バンドの評判をより強固にした。3作目『太陽を待ちながら』はチャート1位に到達した初のアルバムであり、同作からのシングル「ハロー・アイ・ラヴ・ユー」も同じくチャート1位を獲得した。同年、｢タッチ・ミー｣もチャート上位3位に届くヒットとなったが、この曲を収めた翌年のアルバム『ソフト・パレード』の内容は、ややポピュラー音楽に傾倒したものであったため前2作品に比べ評価は芳しくなかった。
公演におけるドアーズの生演奏は、挑発的で反抗的という評価を得た。1967年の『エド・サリヴァン・ショー』出演時、CBSの担当者は「ハートに火をつけて」の歌詞の一節、"Girl we couldn't get much higher" を、薬物を想起させるとして "Girl we couldn't get much better" と変えて歌うよう要求した。しかしながらモリソンは要求を拒否し、歌詞を変えずに歌った。これに激昂したエド・サリヴァンはメンバーとの握手を拒絶し、ドアーズを番組から追放した（「二度と出演はないと思いたまえ」と詰め寄ったサリヴァンに対し、モリソンは「もう『エド・サリヴァン・ショー』は卒業した」と返答したという逸話もある）。
ドアーズの挑発的行為は続いた。1967年のコネチカット州ニューヘイブン公演中、モリソンは野卑で不道徳な言動を見せた（開演前に口論した警察官を舞台上から挑発し罵った）ことにより、3名の警察官により舞台から引き摺り下ろされ、治安破壊罪および公務執行妨害の疑いで逮捕された。これは、演奏中に現行犯逮捕が起きた初の公演と言われている。
1968年8月2日のニューヨーク州ニューヨーク公演では、舞台に上がった観客を警察官が警棒を使って追い回したため、怒った観客によって暴動が起こされた。
1969年3月1日のフロリダ州マイアミ公演では、モリソンは観客を罵倒して暴動を煽り、ギタリストに口淫する真似や、自身の股間上でマスターベーションの動きを再現した。最終的にモリソンは性器を露出したため逮捕される。モリソンは軽犯罪および重犯罪容疑で起訴された。長く続いた軽犯罪容疑での裁判の判決前にモリソンは以下のように語った。「僕はマイアミ事件での裁判でおよそ1年半の多くの時間を浪費した。しかしそれは価値のある経験だったと思う。なぜなら裁判前僕はアメリカの司法制度に対して、非常に非現実的な学生のような態度を取っていたからだ。僕の目は少し開いたよ」。なお、モリソンはパトリシア・ケネリーと結婚していた。

### モリソンの死

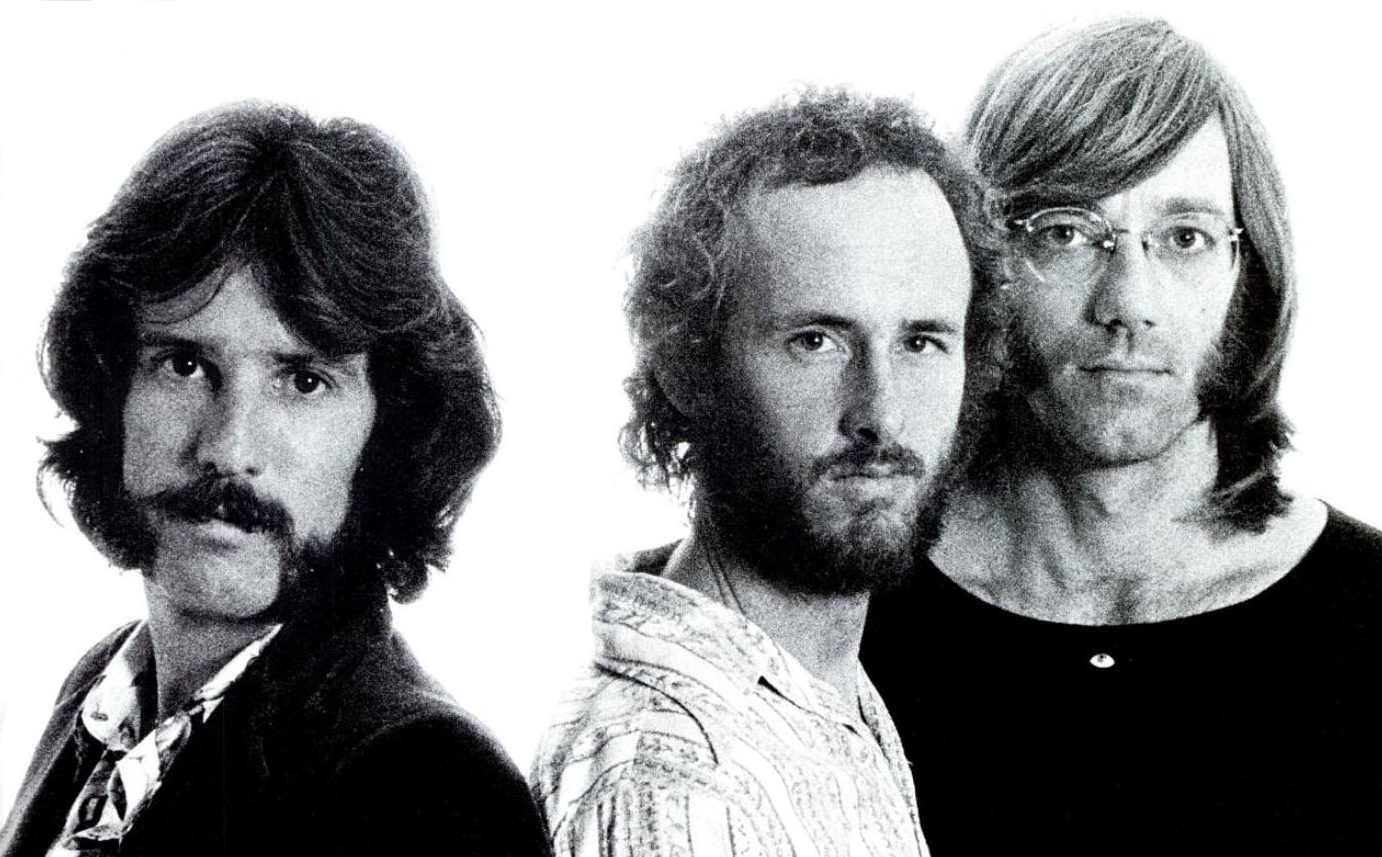
残されたメンバー - 左からデンズモア、クリーガー、マンザレク（1971年11月）

肥満により容姿を激変させてしまったモリソンは、『L.A.ウーマン』録音後の1971年に休暇を取得し、ガールフレンドのパメラ・カーソンとパリへ渡る。しかし、モリソンは1971年7月3日にパリのアパートの浴室で死亡した。モリソンはペール・ラシェーズ墓地に埋葬されたが、埋葬の前に検死が行われなかった事がその後判明した。彼の死には「薬物説」と「アルコール説」がある。薬物説はヘロインの過剰摂取を指す。知己のあったマリアンヌ・フェイスフルも、同様の趣旨の証言を行った。
残されたメンバーは活動を継続した。当初は新たなボーカリストの候補にポール・ロジャースを挙げていたが、ロジャースと連絡を取ることができなかったため、結局クリーガーとマンザレクがボーカルを担当し、アルバム『アザー・ヴォイセズ』と『フル・サークル』の2作のアルバムを発表した。両アルバムは商業的に失敗し、モリソン無くしてはドアーズたり得ないことを証明してしまった。1972年の『フル・サークル』発表後、ドアーズは正式に解散する。
その後、旧メンバー3人はモリソンのデモテープを元にアルバムを制作し、1978年にラストアルバム『アメリカン・プレイヤー』を発表。

### 1990年代以降

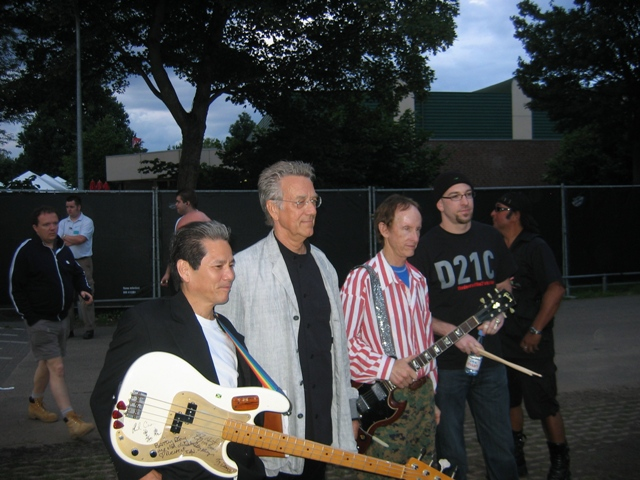
The Doors 21st Centuryバンド

オリバー・ストーン監督による1991年の映画『ドアーズ』（原題：The Doors）では、モリソンを演じたヴァル・キルマーの演技が評判となった。しかしながら、映画は事実と異なる描写が多かった。また、マンザレクはストーンがモリソン像を自制の効かない精神病患者のように描いたことを批判した。
1993年、『ロックの殿堂』入りを果たす。
2002年には、マンザレクとクリーガーが「21世紀のドアーズ The Doors 21st Century」として活動を始めた。モリソンの代わりのボーカリストとしてイギリスのバンド、カルトのイアン・アシュベリーを加え、ベーシストにはクリーガーのバンドでベースを担当したアンジェロ・バルベラが参加した。彼らの最初の公演ではドラマーのデンズモアが欠席した。後に伝えられたところでは、デンスモアは耳鳴りに苦しみ演奏することができなかったとされる。デンズモアの代わりに元ポリスのスチュワート・コープランドが加わったが、コープランドは数回の出演の後バンドを離れた。従ってクリーガーのバンドのドラマー、タイ・デニスが後任となった。この時期の公演の様子はDVDとして発売されており、イアン・アシュベリーが歌う「21世紀のドアーズ The Doors 21st Century」は一応の成功を見せた。

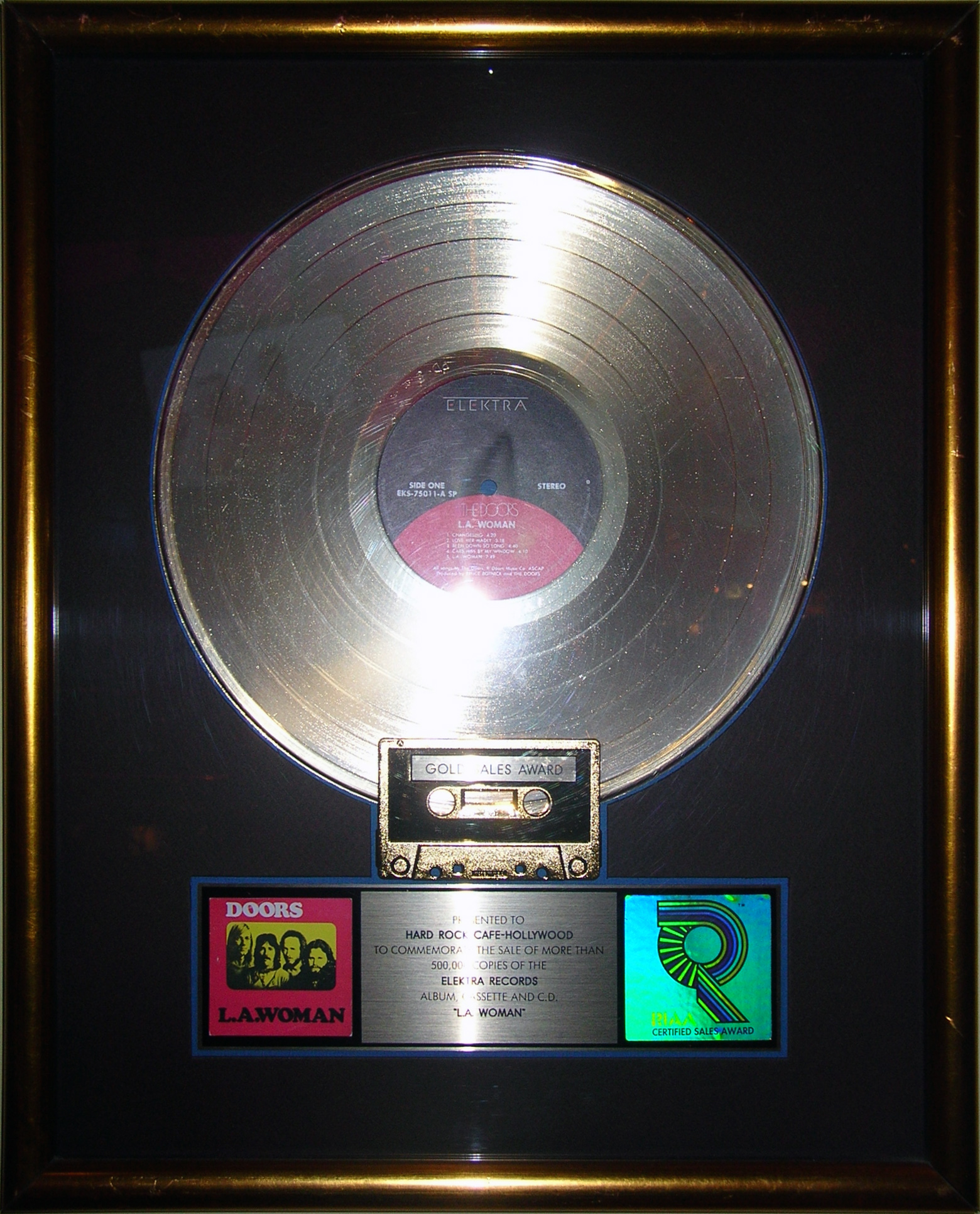
アルバム『L.A.ウーマン』ゴールドディスク

デンズモアは、実際には再結成に参加要請が成されなかったと主張した。2003年2月に、デンズモアはマンザレクとクリーガーに対して「ドアーズ」の名称使用差し止めの裁判を起こした。同年5月にその訴えは退けられたが、マンザレクはデンスモアのバンド参加への招待を公に繰り返した。デンスモアのバンド名使用差し止めの訴えにはその後モリソンの遺族とパメラ・カーソンの遺族が加わった。2005年7月22日、ロサンゼルス上級地裁はバンド名使用差し止めの決定を下した。
裁判によりバンド名使用の禁止令が出た事を受け、「21世紀のドアーズ The Doors 21st Century」は「ライダーズ・オン・ザ・ストーム Riders on the Storm」へと改名。このバンド名は1971年に全米で最高9位を獲得したアルバム「L.A. Woman」に収録されていた曲のタイトルであり、また新生ドアーズに参加していなかったジョン・デンズモアの自伝のタイトルでもある。後に「マンザレク・クリーガー」とさらに名前を変えた。
新生ドアーズにボーカリストとして参加したイアン・アシュベリーは、旧友ビリー・ダフィーとカルトの再結成を企画。2人揃ってトム・ヴィトリーノとマネジメント契約を結んだ。彼は「ライダーズ・オン・ザ・ストーム Riders on the Storm」のマネージメントもしている。現在カルトはツアーも行い、活動を再開。
2007年はバンド結成40周年を迎えた。それを記念して既存の曲に新たなミックスを施したアルバム「ザ・ヴェリー・ベスト・オヴ・ザ・ドアーズ The Very Best Of The Doors」がリリースされた。この作品の限定版には、1968年のヨーロッパツアーの映像がDVDとして収録されている。日本でも、楽曲のダウンロード販売が開始された。
2009年には、トム・ディチロ監督による、ドアーズを題材にした初の劇場用長編ドキュメンタリー映画『ドアーズ/まぼろしの世界』（原題：When You're Strange）が公開された。同作は、新たな撮影は一切行わず、当時のオリジナル映像とジョニー・デップによるナレーションのみで構成されている。ドアーズに影響を受けたロック・ミュージシャンとしては、パティ・スミス、テレヴィジョン、ストラングラーズ、マジー・スター、ザ・キュアー、ブルー・オイスター・カルトなどが挙げられる。
2012年、アルバム『L.A.ウーマン』の40周年記念盤を発売。
2013年、マンザレクが死去。
2014年には70年代ロックのアーティストが多数参加したトリビュート企画盤「LIGHT MY FIRE A CLASSIC ROCK SALUTE TO THE DOORS」が発表されている。
2017年、デビュー・アルバム『ハートに火をつけて』の50周年記念盤を発売。

## メンバー
- ジム・モリソン Jim Morrison - ボーカル（1965–1971）1971年没
- レイ・マンザレク Ray Manzarek - キーボード（1965–1972）2013年没
- ロビー・クリーガー Robby Krieger - ギター（1965–1972）
- ジョン・デンズモア John Densmore - ドラムス（1965–1972）

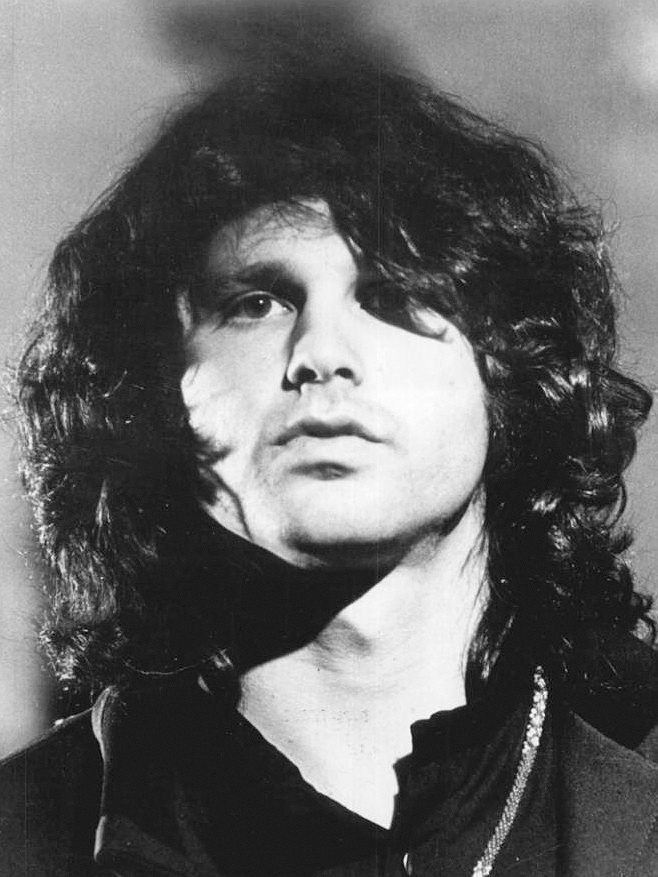
ジム・モリソン 1969年
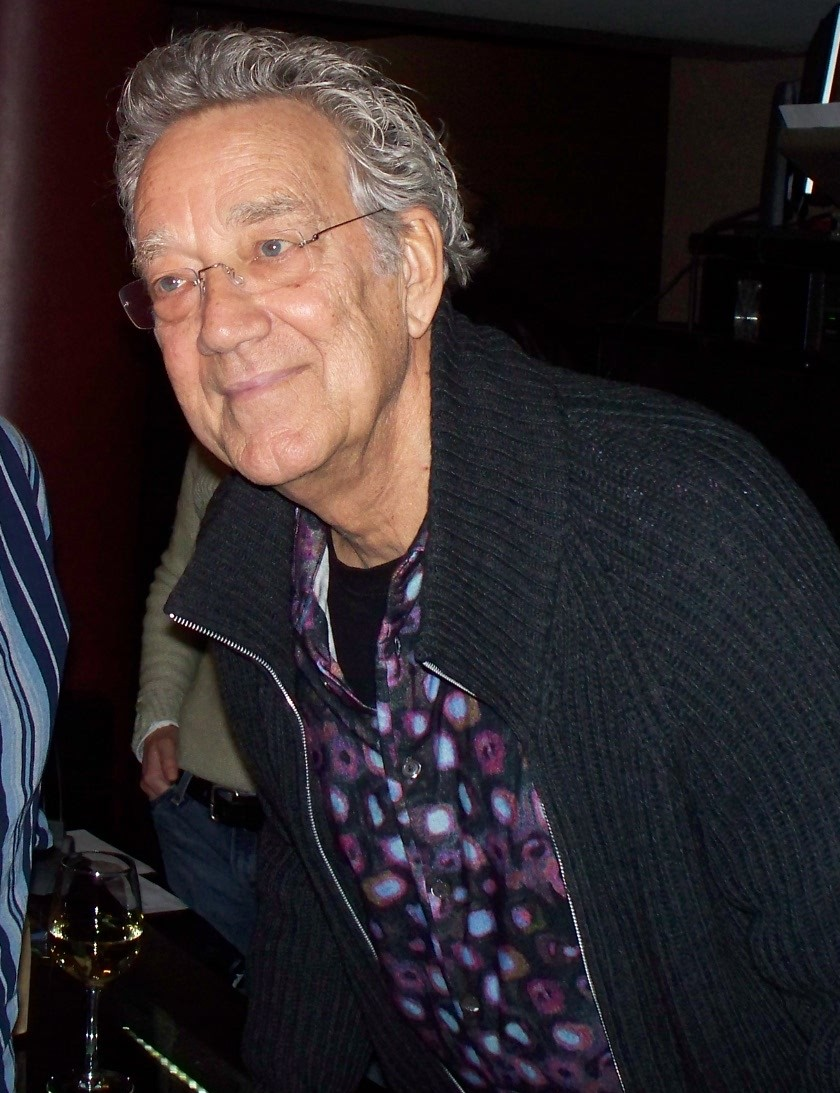
レイ・マンザレク 2007年
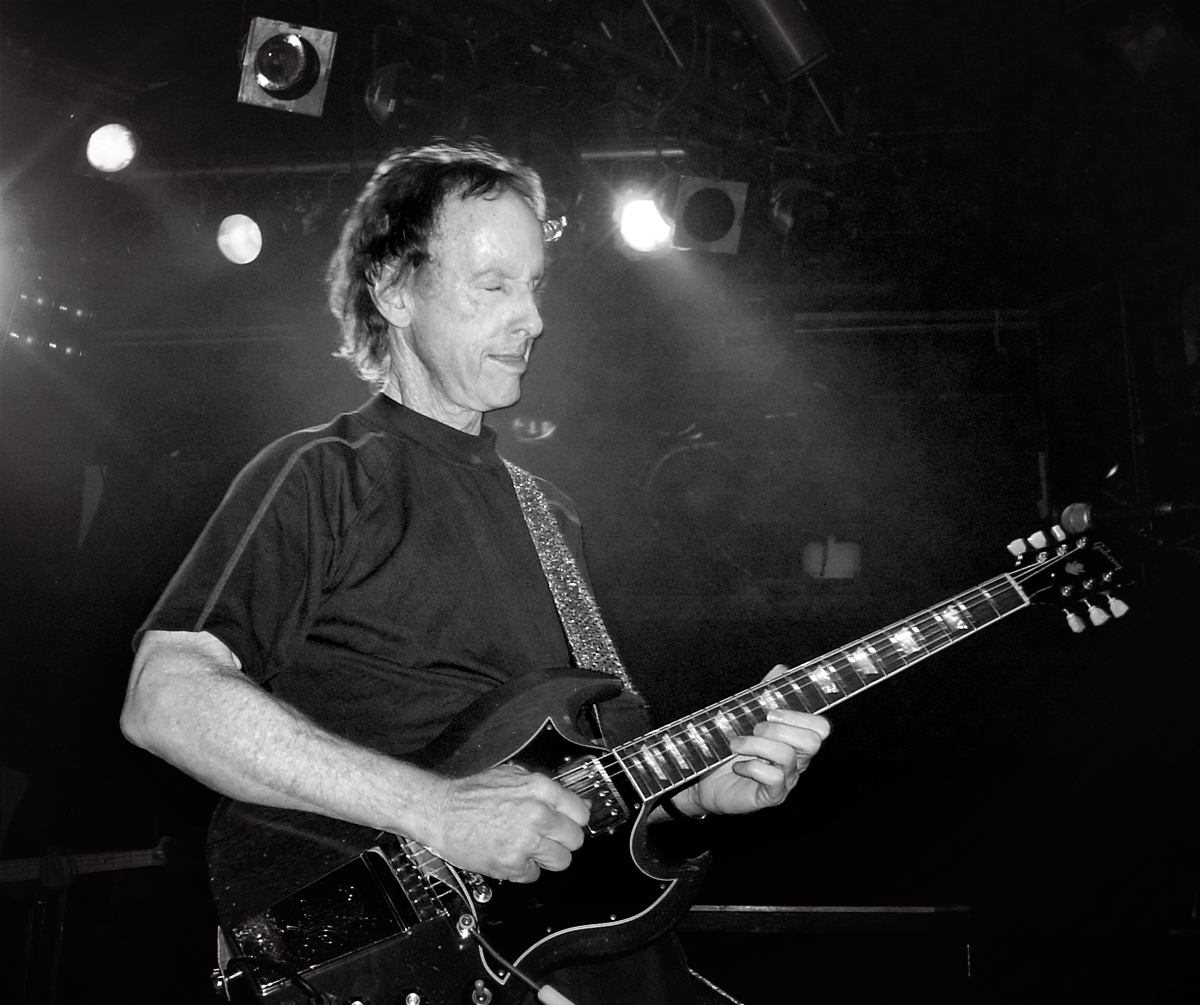
ロビー・クリーガー 2007年
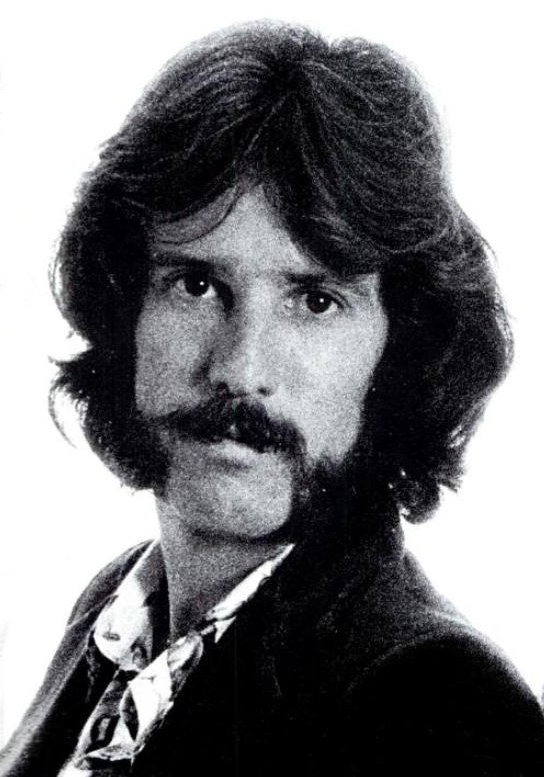
ジョン・デンズモア 1971年

## ディスコグラフィ

### アルバム
- 『ハートに火をつけて』 - The Doors（1967年、EKS74007）
- 『まぼろしの世界』 - Strange Days（1967年、EKS74014）
- 『太陽を待ちながら』 - Waiting for the Sun（1968年、EKS74024）
- 『ソフト・パレード』 - The Soft Parade（1969年、EKS75005）
- 『モリソン・ホテル』 - Morrison Hotel（1970年、EKS75007）
- 『アブソルートリー・ライヴ』 - Absolutely live（1970年、29002）
- 『L.A.ウーマン』 - L.A.Woman（1971年、K42090）
- 『アザー・ヴォイセズ』 - Other Voices（1971年、K42104）
- 『フル・サークル』 - Full Circle（1972年、EKS75038）
- 『アメリカン・プレイヤー』 - An American Prayer（1978年、5E502）

現在、Bright Midnightレーベルから未発表ライブ、インタビューなどをWeb通販のみで販売している。
- Boot Yer Butt
- Bright Midnight: Live in America
- Live in Detroit
- No One Here Gets Out Alive
- The Lost Interview Tapes Featuring Jim Morrison Volume One
- Live in Hollywood: Highlights from the Aquarius Theatre Performances
- Live at the Aquarius Theatre: The First Performance
- Live at the Aquarius Theatre: The Second Performance
- Backstage and Dangerous: The Private Rehearsal
- The Lost Interview Tapes Featuring Jim Morrison Volume Two: The Circus Magazine Interview
- Live In New York
- Live At The Bowl '68

### シングル
米国盤
- Break on Through / End of the Night
- Light My Fire / The Crystqal Ship
- People are Strange / Unhappy Girl
- Love Me Two Time / MoonLight Drive
- The Unknown Soldier / We Could Be Good Together
- Hello,I Love You / Love Street
- Touch Me / Wild Child
- Wishul Sinful / Who Scared You
- Tell All the People / Easy Ride
- Runnin'Blue / Do It
- You Make Me Real / Roadhouse Bluse
- Love Her Madly / Don't Go No Furher
- Rider on the Storm / The Changeling
- Tighrope Ride / Variety is Spice Life
- Get Up Dance / Treetrunk
- The Mosquito / It Slipped My Mind
- The Piano Bird / Good Rockin'
- Roadhouse Bluse(live) / Albinoni Adagio
- The End / Delta
- Gloria / MoonLight Drive

日本盤
- ハートに火をつけて / 水晶の舟
- まぼろしの世界 / アンハッピー・ガール
- ラヴ・ミー・トゥー・タイムズ / 月光のドライヴ
- 名もなき兵士 / 君のそばにいたい
- ハロー・アイ・ラヴ・ユー / ラヴ・ストリート
- タッチ・ミー / ワイルド・チャイルド
- テル・オール・ザ・ピープル / イージー・ライド
- ラニン・ブルー / ドゥ・イット
- ラン・ホー! / ユー・メイク・ミー・リアル
- あの娘に狂って / ドント・ゴー・ノー・ファーザー
- 嵐をこえて / 輪廻
- タイト・ロープ・ライド / 激動の人生
- ゲット・アップ / トリートランク
- 蚊 / イット・スリップ・マイ・マインド
- ジ・エンド / デルタ